# Корнилов, Александр Александрович (младший)
Алекса́ндр Алекса́ндрович Корни́лов (18 [30] ноября 1862, Санкт-Петербург — 26 апреля 1925, Ленинград) — русский историк, общественный деятель. Гласный Иркутской городской думы (1898—1901). Секретарь ЦК партии кадетов (1906—1908; 1915—1917).

## Биография
Сын русского военного журналиста, участника Крымской войны Александра Александровича Корнилова (1834—1891).
Окончил юридический факультет Петербургского университета. Служил комиссаром по крестьянским делам в Царстве Польском, затем (до 1900 года) заведовал крестьянскими и переселенческими делами при иркутском генерал-губернаторе.
В 1901 году выслан в Саратов за участие в протесте 42-х литераторов против избиения молодёжи в Петербурге на площади перед Казанским собором.
В 1904 году жил в Париже, работал в редакции журнала П. Б. Струве «Освобождение».
После возвращения в Россию участвовал в Союзе освобождения и в земских съездах 1905 года, в образовании партии кадетов, в 1906—1908 годах был секретарём ЦК партии. После рождения дочери на несколько лет вышел из партии, но в 1915 вернулся в неё до 1917 года.

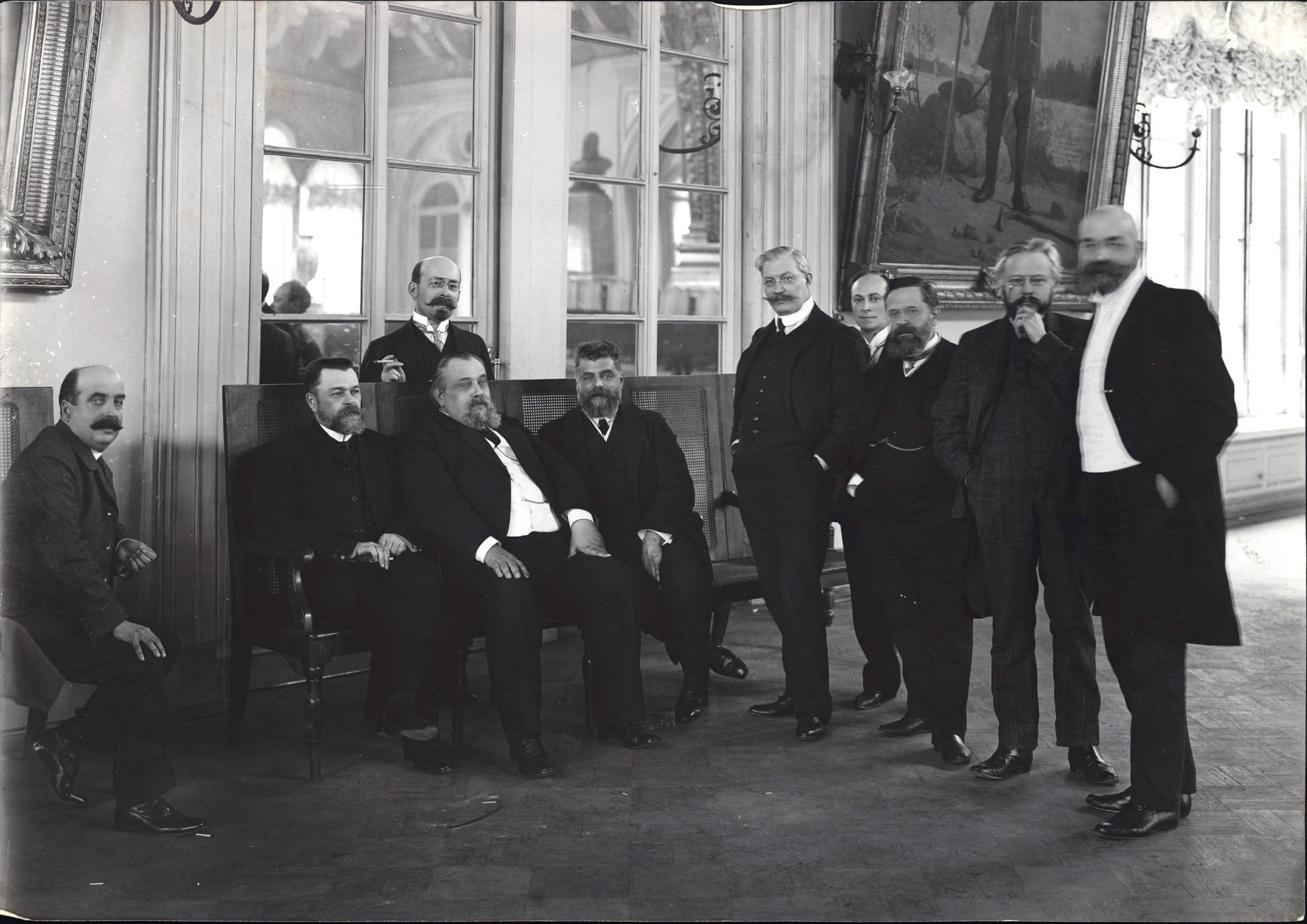
В первой Думе

В 1907 году издавал газету «Думский листок»
В 1909—1923 годах — профессор Петербургского политехнического института, читал курс истории России XIX века. Наиболее известный труд Корнилова основан на этом курсе и охватывает период от правления Екатерины II до начала XX столетия; он был также опубликован в 1917 году в США (перевод на английский язык А. С. Кауна).
Племянник — историк А. Н. Насонов (1898—1965).
Скончался 26 апреля 1925 года в Ленинграде.

## Память

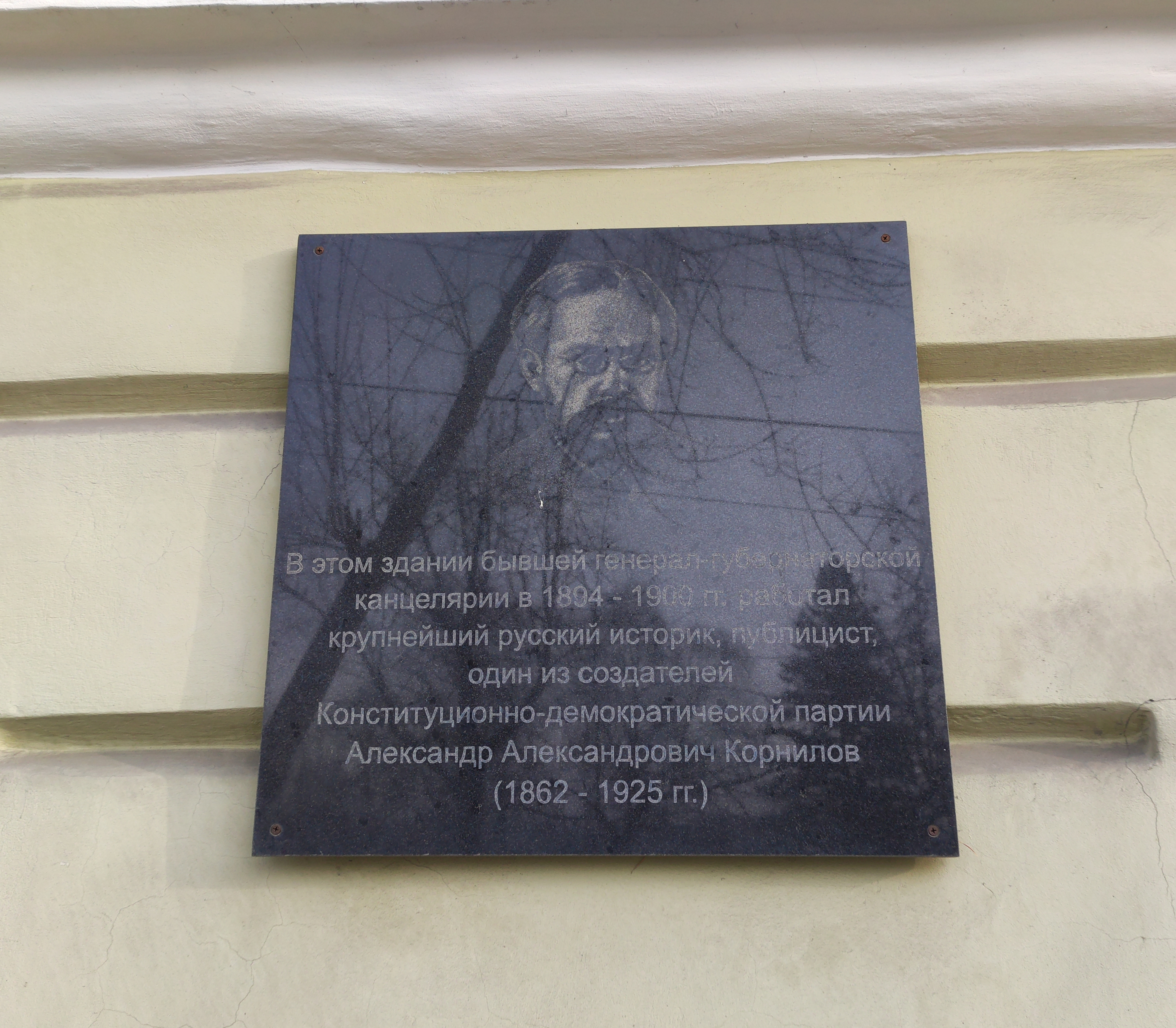
Мемориальная доска А. А. Корнилову в городе Иркутске

На здании бывшей канцелярии иркутских генерал-губернаторов в городе Иркутске по адресу бульвар Гагарина, 36 в память о А. А. Корнилове 4 октября 2005 года установлена мемориальная доска.